# María Isabel Rodríguez
María Isabel Rodríguez (San Salvador, 5 de noviembre de 1922) es una médica y política salvadoreña. Se desempeñó como rectora de la Universidad de El Salvador entre 1999 y 2007, y fue ministra de salud durante el gobierno de Mauricio Funes.

## Biografía
Se recibió como Doctora en Medicina de la Universidad de El Salvador  (UES) en 1949,  tercera mujer en El Salvador en graduarse en dicha carrera para esa época. Realizó posgrados en electrocardiografía y ciencias fisiológicas en el Instituto de Cardiología de México. En esos años, se vinculó directamente con la gran intelectualidad mexicana. No era extraño verla asistir a reuniones donde figuras como Diego Rivera o Pablo O'Higgins eran invitados.
Fue decana de la Facultad de Medicina de la Universidad de El Salvador de 1967 a 1971, cuando la Facultad llegó a ser reconocida como una de las mejores de Latinoamérica.
Luego de la intervención militar a la UES en 1972, se vio forzada a emigrar. Trabajó como consultora de la Organización Panamericana de la Salud y de la Organización Mundial de la Salud, apoyando el desarrollo de recursos humanos en México, República Dominicana, Venezuela, Cuba, Haití y otros países latinoamericanos.
Entre 1985 y 1994 se desempeñó como consultora del Programa de Formación en Salud, con sede en Washington, Estados Unidos.
Fue asesora y profesora ad honorem de la Facultad de Medicina de la UES durante el período de 1995 a 1999. Con motivo de la celebración de los 150 años de la fundación de dicha Facultad, la Alcaldía Municipal de San Salvador la nombró Hija Meritísima de la ciudad de San Salvador en 1997. Ha publicado en español y en inglés más de un centenar de artículos sobre ciencia y educación.
En 1999 fue elegida rectora de la Universidad de El Salvador para el período 1999 a 2003, convirtiéndose así en la primera mujer en alcanzar dicho cargo en los 160 años de historia universitaria.    En las siguientes elecciones universitarias, fue reelegida para el periodo 2003 a 2007. Ha recibido once reconocimientos doctor honoris causa: Universidad de Guadalajara, México (2005); Universidad Centroamericana "José Simeón Cañas", El Salvador (2006); Universidad Nacional de Córdoba, Argentina (2007); Universidad de San Carlos, Guatemala (2008); Universidad Cayetano Heredia, Perú (2008), Universidad de El Salvador (2009); Fundação Oswaldo Cruz, Brasil (2014) y Universidade de Brasília, Brasil (2014) . Del 1 de junio de 2009 al 1 de junio de 2014 se desempeñó como funcionaria titular del Ministerio de Salud (antes llamado Ministerio de Salud Pública y Asistencia Social) en El Salvador. En septiembre del año 2010 impulsó la Reforma Integral de Salud para El Salvador, que constituye la primera transformación de raíz del sistema público en el país. 

## Reconocimientos

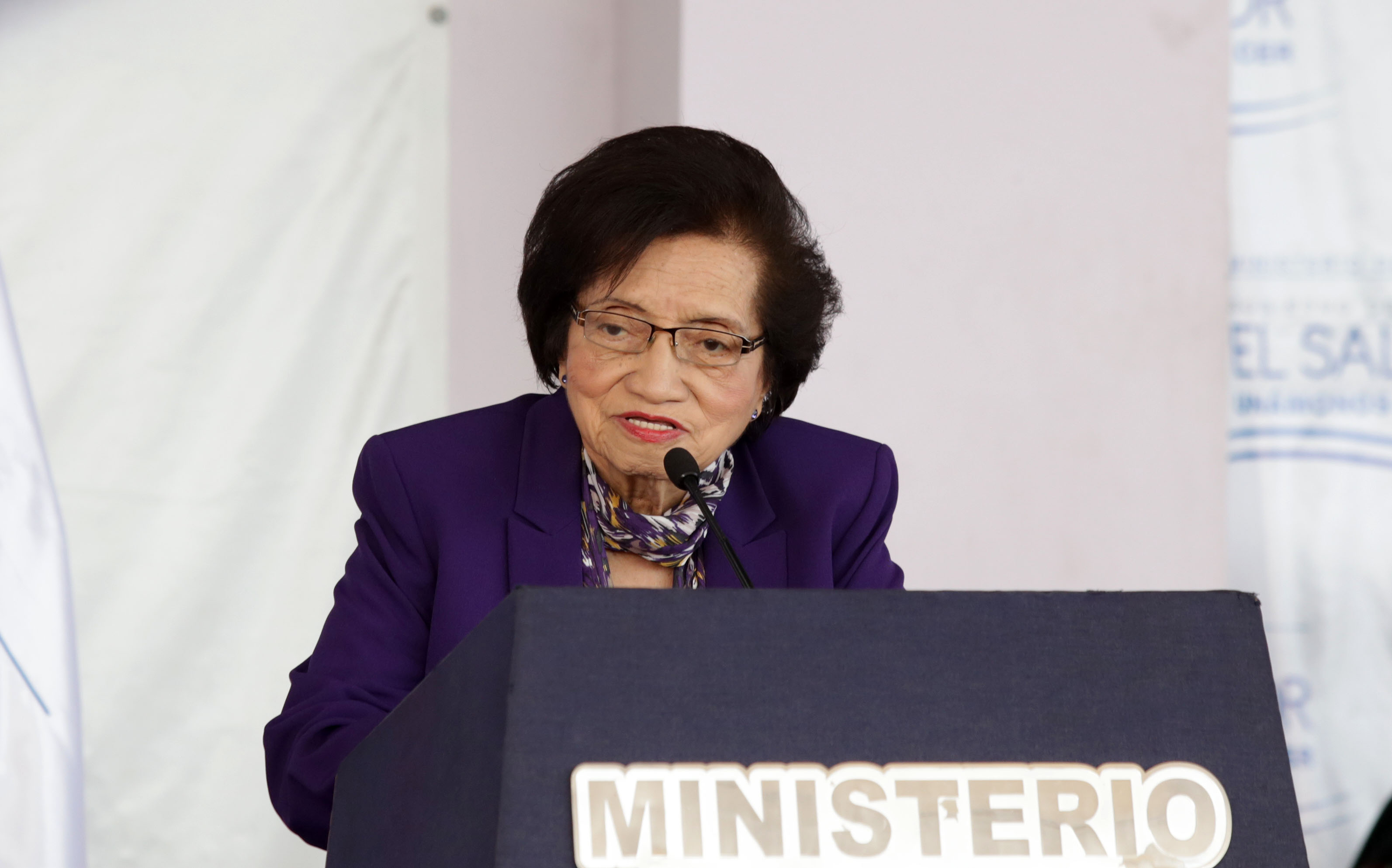
María Isabel Rodríguez en el Hospital Nacional de la Mujer.

• Profesor Honorario de la Facultad de Ciencias Médicas de la Universidad Autónoma de Santo Domingo.
• Profesor Honorario de la Universidad Peruana Cayetano Heredia Lima, Perú.
• Profesor Invitado del Instituto Superior de Ciencias Médicas de La Habana. Universidad de La Habana.
• Profesor Honorario de la Pontificia Universidad Católica Madre y Maestra Santiago de los Caballeros, República Dominicana.
• Orden del Mérito Francisco Hernández por relevantes contribuciones al Desarrollo de la Educación Médica en las Américas.
• Presidenta Honoraria de la Asociación de Médicos Veterinarios 17/8/2000.
• Certificado de Reconocimiento de la Asociación Latinoamérica de Facultades y Escuelas de Medicina.
• Honor al Mérito. Diploma del Consejo Superior Universitario de la Universidad de El Salvador.
• Honor al Liderazgo en la Salud Internacional de las Américas. Worl Health Organization. Collaborating Cents, Texas.
• Hija Meritísima de la Ciudad de San Salvador, Concejo Municipal de la Ciudad de San Salvador.
• Hija Meritísima de la República de El Salvador Asamblea Legislativa. 22/3/2002.
• Ilustre de la Salud Pública de El Salvador. Organización Panamericana de la Salud. IPS/OMS/2002.
• Mujer valiosa para El Salvador en el Milenio. Categoría Mujer perseverante en la Excelencia Académica Docente y Pionera de la Mujer en el campo profesional. Comisión Interamericana de Mujeres. OEA, S.S. 13/12/99
• Presidenta Honoraria de la Asociación de Médicos Veterinarios 17/8/2000.
• Hija Meritísima de la Facultad de Medicina de la Universidad de El Salvador 8/3/2000.
• Reconocimiento de la Universidad de Panamá y la Facultad de Enfermería por sus aportes al desarrollo de la Educación Superior a nivel centroamericano. 3/10/2001.
• Diploma de Honor como Socia Distinguida de AMUS, Asociación de Mujeres Universitarias. 30 de mayo de 2002
• Mujer de Las Américas, otorgado por la Asociación Americana de Mujeres de El Salvador. 22 de marzo de 2002
• Medalla al Mérito Cívico 2002. Asociación de Magistrados y Jueces de El Salvador. 20 de diciembre de 2002
• Premio al Mérito en Salud Pública. Escuela Nacional de Salud Pública e Instituto Nacional de Salud Pública. México, 2002.
• Legión de Honor en el grado de Oficial, concedido por el Gobierno de Francia. Septiembre de 2003.
• Reconocimiento de la Asociación de Mujeres por la Dignidad y la Vida, por su "valentía y dignidad en defensa del derecho a la salud", septiembre de 2003.
• Premio “Trabajador por la Paz” otorgado por la Asociación para la Resolución de Conflictos y la Cooperación (ARCO), febrero de 2004.
• Socia Honoraria del Colegio de Humanistas de El Salvador, octubre de 2004.
• Desde abril de 2004 miembro del consejo Educativo de la UDUAL.
• Título doctorado honoris causa por la Universidad de Guadalajara, 26 de mayo de 2005.https://www.udg.mx/es/grados-honorificos/maria-isabel-rodriguez
• Reconocimiento del Movimiento Feminista de El Salvador, dado el 21 de marzo de 2006. Por su incansable labor académica y científica, su visión y práctica innovadora de la Educación Superior en El Salvador y su compromiso en la Defensa de los Derechos Humanos de las Mujeres a través del establecimiento del Centro Universitario de Estudios de Género como unidad académica institucional de la Universidad de El Salvador”. Concertación Feminista Prudencia Ayala, ORMUSA, Las Dignas, Las Mélidas, Colectiva Feminista para el Desarrollo Local, CEMUJER, AMS, Concertación de Mujeres, IMU, Flor de Piedra, Unión de Organizaciones Locales de Mujeres, ANDRYSAS.
• Mujer del año 2006, nombrada por la Alcaldía Municipal de San Salvador.
• La Universidad Centroamericana “José Simeón Cañas”, UCA, le dio el título de doctorado honoris causa en Salud Pública, “porque pensamos que en todo su accionar y trabajos, en su trayectoria personal, se refleja el esfuerzo para conseguir para todos y todas en nuestra patria grande latinoamericana una verdadera salud. Salud en el sentido en que la define la OMS estado de completo bienestar físico, mental y social, y no solamente la ausencia de afecciones y enfermedades”. El 15 de noviembre de 2006.
• El Gobierno de México le otorgó el 17 de noviembre la Condecoración del Águila Azteca, “por las significativas contribuciones que ha realizado para el fortalecimiento de los lazos de amistad y cooperación entre los pueblos de México y el Salvador”. Esta condecoración es la más alta distinción que se otor ga a extranjeros, con el objeto de reconocerles los servicios prominentes prestados a la nación mexicana o a la humanidad.
• El gobierno de Venezuela, invitó a la Dra. María Isabel Rodríguez para asesorar un ambicioso e innovador programa para formar 25 mil nuevos médicos en una propuesta orientada a universalizar y democratizar la educación superior en salud, lanzado el 3 de octubre de 2005.
• Médica del año, nombrada por Laboratorios López, el 4 de diciembre de 2006.
• El Gobierno de la República de Chile, otorgó la Condecoración de la Orden al Mérito Docente y Cultural “Gabriela Mistral”, en el grado de Comendador, por su destacada trayectoria en el campo de la educación, la cultura y fortalecimiento de los vínculos de amistad, solidaridad y cooperación entre Chile y El Salvador. Entregada el 24 de agosto de 2007.
• La Universidad Nacional de Córdoba le otorgó el doctorado honoris causa a la Dra. María Isabel Rodríguez, el 29 de octubre de 2007
• 15 de mayo de 2008 fue investida con el grado de Doctora honoris causa por la Tri-Centenaria Pontificia, Nacional y Autónoma Universidad de San Carlos de Guatemala (USAC).
• Septiembre de 2008 fue investida con el grado de Doctora honoris causa de la Universidad Peruana Cayetano Heredia.
• Junio de 2009 fue envestida con el grado de doctorado honoris causa de la Universidad de El Salvador (UES).
- Fue designada Heroína de la Salud Pública de las Américas por la Organización Panamericana de la Salud/Organización Mundial de la Salud (OPS/OMS) en Washington D. C. el 28 de septiembre de 2015.

- El Parlamento salvadoreño, le impuso la “Orden al Mérito 5 de Noviembre de 1811, Próceres de la Independencia Patria”, Máxima condecoración que hace alusión a los 200 años de vida republicana, como un reconocimiento a la historia con la que se ha edificado la identidad nacional.

Dicha condecoración fue creada en noviembre de 2011, con el objetivo de reconocer y premiar a hombres y mujeres salvadoreñas o extranjeras que se distingan por eminentes servicios prestados a la Patria, la ceremonia se realizó en el Palacio Legislativo de la Asamblea , en la ciudad de San Salvador, capital de El Salvador el 12 de noviembre de 2015.
- El presidente de la República de El Salvador Prof.Salvador Sánchez Cerén, también nominó con el nombre de la Dra. María Isabel Rodríguez al Hospital Nacional de la Mujer, monumental símbolo de la Reforma Integral de Salud impulsada por la Dra. en la que el gobierno sigue trabajando para consolidar un sistema de alta calidad, con calidez en los servicios y que seguirá siendo gratuito.

En un emotivo acto en el que se develó una pintura de la Dra Rodríguez del artista salvadoreño Antonio Bonilla, el presidente exaltó el legado de esta salvadoreña en el desarrollo de la salud y la educación pública.
"Sus aportes han dejado una huella imborrable en nuestro país, el continente americano y la humanidad”, dijo el Sr. Presidente Salvador Sánchez Cerén.https://w5.salud.gob.sv/08-10-2015-presidente-de-la-republica-nomina-el-hospital-nacional-de-la-mujer-dra-maria-isabel-rodriguez-2/

## Patentes y publicaciones
Cabe destacar que María Isabel Rodríguez ha publicado más de 100 artículos en los siguientes campos y temas:
1. Producción relacionada con Investigación Biomédica Básica y Clínica en el Área Cardiovascular.
2. Desarrollo de Recursos Humanos en Salud
3. Publicaciones relacionadas en Educación Médica, Formación, Diseño Curricular e Investigación de Personal de Salud.
4. Salud Pública y Medicina Social.
5. Salud Internacional.
6. Recursos Humanos y Reforma del Sector.
7. Universidad y Salud de la Población.
Sin embargo, no hay registros que la Dra. Rodríguez haya obtenido patentes en el sentido de invenciones protegidas por derechos de propiedad intelectual ante oficinas como la OMPI o el USPTO, màs sin embargo su reconocimiento como profesional, la cataloga como una de las mujeres más importantes de El Salvador.
Su vida ha sido clave para inspirar futuras generaciones. 